# Rano Lindu
Rano Lindu är en sjö i Indonesien.   Den ligger i provinsen Sulawesi Tengah, i den centrala delen av landet, 1 600 km öster om huvudstaden Jakarta. Rano Lindu ligger 975 meter över havet. Arean är 35 kvadratkilometer. I omgivningarna runt Rano Lindu växer i huvudsak städsegrön lövskog. Den sträcker sig 9,0 kilometer i nord-sydlig riktning, och 6,4 kilometer i öst-västlig riktning.